# Limenio
Limenio (en griego: Λιμένιος; siglo II a. C.) fue un músico ateniense y el creador del Segundo Himno Délfico en el 128 a. C. Era un intérprete de la κιθάρα ( kithāra) y como tal participó en la Pitaida (la embajada litúrgica al centro de culto de Apolo Pitio en Delfos). Fue solicitado en su tiempo para pertenecer a uno de los gremios de los artistas de Dioniso.

## Lecturas Recomendadas
- Egert Pöhlmann y Martin L. West: Documents of Ancient Greek Music: The Extant Melodies and Fragments, ed. Clarendon, Oxford, 2001. ISBN 0-19-815223-X.

- Datos: Q1563743